# Tyrvis

Tyrvis (finska: Tyrvää) var en tidigare kommun i Tyrvis härad i Åbo och Björneborgs län i Finland.
Ytan (landsareal) var 424,8 km² och kommunen beboddes av 9.378 människor med en befolkningstäthet av 22,1 km² (1908-12-31).
Tyrvis blev del av Vammala 1 januari 1973, som i sin tur blev en del av Sastamala stad 2009.
I Tyrvis finns den kända medeltida Sankt Olofs kyrka, som förstördes i en anlagd brand 1997. Kyrkan restaurerades med hjälp av frivilligarbetare (talko), och återinvigdes 2003.